# 아카데미 공로상
아카데미 공로상(Academy Honorary Award)은 1928년 제1회 아카데미상에서 설립된 아카데미 상 표창이다. 제 21회부터 현재의 명칭이며, 이전에는 "특별상"으로 증정되었다. 기본적으로 시상식 반년 전에 영화 예술 과학 아카데미의 이사회가 발표 3개월 전에 시상식이 이루어지기 때문에 아카데미 시상식과는 별도로 개최된다.

## 같이 보기
- 아카데미 아역상
- 어빙 G. 솔버그 기념상